# Musculus rhomboides minor
De musculus rhomboides minor of kleine ruitvormige spier  is een spier aan de rugzijde die loopt van de doornuitsteeksels van de zesde en zevende halswervel, naar de mediale zijde van het schouderblad. De spier ligt boven, en is vaak vergroeid met de grotere musculus rhomboides major. De spier ligt dieper dan de musculus trapezius. Zijn functie is het fixeren van het schouderblad op de borstkas, en hij kan het schouderblad richting de wervelkolom bewegen. De vorm van de spier is, zoals het woord rhomboides al aangeeft, ruitvormig.